# Severní Itálie

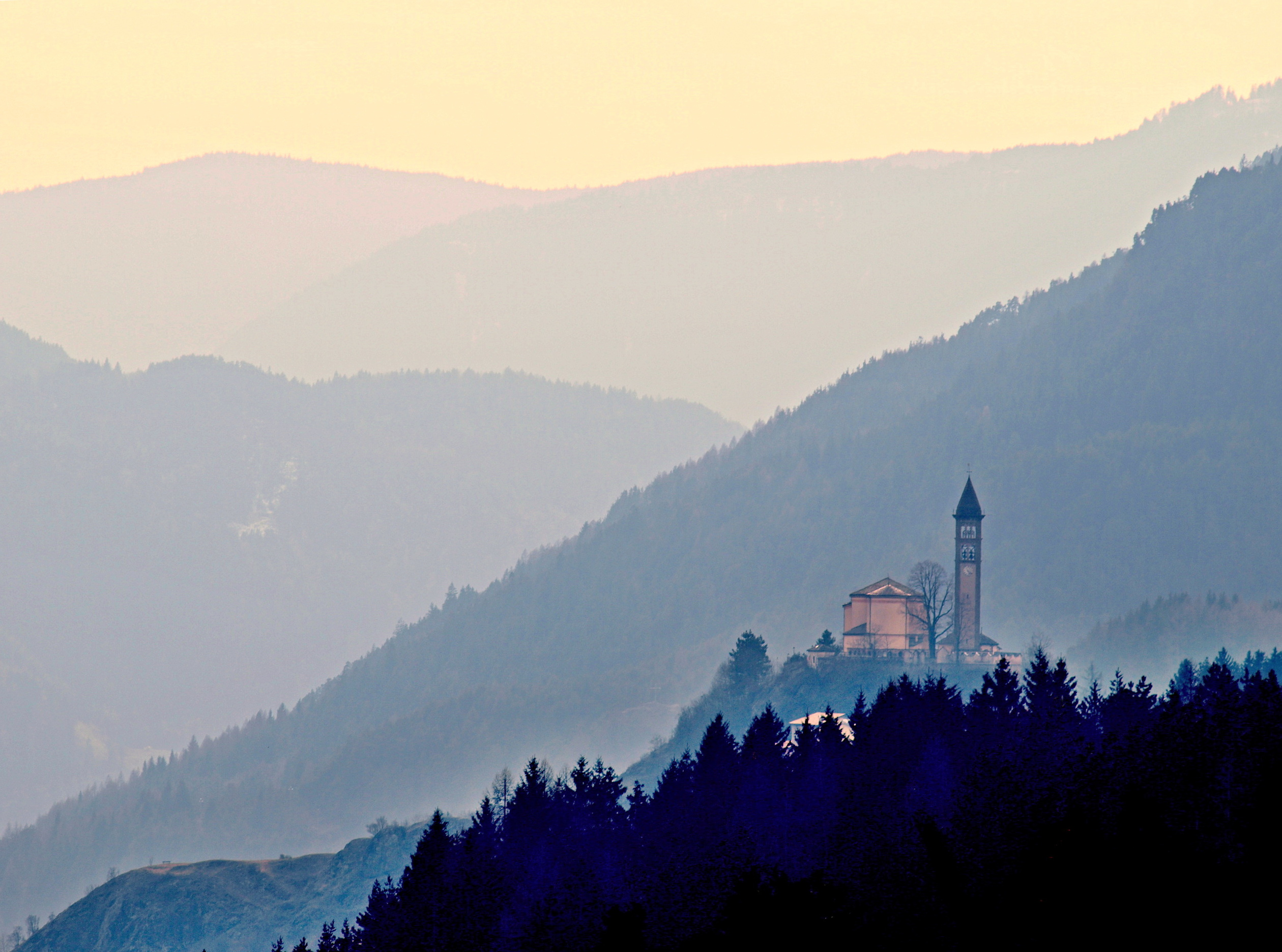
Dolomity: obec Carano v oblasti Flemského údolí (Val di Fiemme) v regionu Tridentsko-Horní Adiže

Severní Itálie (italsky Italia settentrionale, Nord Italia, Alta Italia nebo jen Nord) je geografický a kulturní region v severní části Itálie a Apeninského poloostrova. Nejedná se o samostatný administrativní celek, nýbrž skládá se z osmi severoitalských regionů Údolí Aosty, Piemontsko, Ligursko, Lombardsko, Emilia-Romagna, Benátsko, Furlansko-Julské Benátsko a Tridentsko-Horní Adiže.
V roce 2014 počet obyvatel této oblasti činil 27 801 460. Na rozdíl od italo-dalmatských jazyků, kterými se mluví ve zbytku Itálie, se v regionu mluví často rétorománštinou a galo-italickými dialekty. Benátština je někdy považována za součást italo-dalmatských, či galo-italický jazyk.
Pro statistické účely používá Národní statistický institut (Istituto Nazionale di Statistica – ISTAT) ve svých zprávách termíny Severozápadní Itálie a Severovýchodní Itálie pro dva z pěti italských statistických regionů. Tyto stejné pododdělení se používají k vymezení nomenklatury územních jednotek pro statistické regiony (NUTS) první úrovně („regiony NUTS 1“) v rámci Evropské unie a italských volebních obvodů pro Evropský parlament.

## Název
Severní Itálie byla se v různých obdobích historie nazývala různě. Během starověku se termíny Gallia Cisalpina, Gallia Citerior nebo Gallia Togata používaly k definování té části Itálie, kterou mezi 4. a 3. stoletím před naším letopočtem obývali Keltové (Galové). Ta byla ve 20. letech 2. století př. n. l. dobyta římskou republikou a v době asi od roku 81 př. n. l. až do roku do 42 př. n. l. byla římskou provincií, než byla sloučena do římské Itálie. Do té doby byla považována za součást Galie, přesněji té části Galie na „vnitřní straně Alp“ (z pohledu Římanů), na rozdíl od Zaalpské Galie („na odvrácené straně Alp“).
Po pádu Římské říše a osídlení Langobardy byl v raném středověku používán název Langobardia Maior k definování domén Lombardského království v severní Itálii. Lombardská území za nimi byla nazývána Langobardia Minor, skládající se z Spoletského a Beneventského vévodství.
V průběhu pozdního středověku, po pádu severní části Lombardského království do područí Karla Velikého, se termín Longobardia používal ve významu severní Itálie v rámci středověkého Italského království. Jak se oblast rozdělila na regionální státy, termín Lombardie se následně posunul tak, aby označoval pouze oblast Milánského, Mantovského, Parmského a Modenského vévodství a později pouze oblast kolem Milána.
V pozdním novověku byl široce užíván termín Alta Italia („Vysoká Itálie“), například Národním osvobozeneckým výborem pro severní Itálii (Comitato di Liberazione Nazionale Alta Italia) v době druhé světové války. Od 60. let 20. století se někdy používal termín Padánie coby geografické synonymum Pádské nížiny. Termín se objevoval sporadicky až do počátku 90. let, než Liga severu (Lega Nord), federalistická politická strana se separatistickými sklony, navrhla označení Padania jako možný název pro nezávislý stát v severní Itálii. Od té doby nese silné politické konotace.

## Geografie
Severní Itálii tvoří povodí řeky Pád, které zahrnuje celou šířku Pádské nížiny táhnoucí se od úpatí Apenin na jihu po úpatí Alp (Dolomit) na severu a západě, spolu s údolími a svahy na obou jejích stranách, Benátskou nížinu a Ligurské pobřeží. Severní a západní hranici severní Itálie tvoří Alpy a jižní Apeniny. Mezi těmito dvěma horskými pásmy se rozkládá velká rovina tvořená Benátskou, ale především Pádskou nížinou, řeky Pád, největší řeky v Itálii, jejíž tok je 652 km. Teče východním směrem od Kottských Alp k Jaderskému moři a přijímá všechny vody, tekoucí z Apenin na sever, a všechny, které tečou z Alp směrem na jih. Pádská nížina je největší rovina a nejúrodnější oblast v Itálii a historicky se zde koncentrovala naprostá většina severoitalské populace.
Alpy zahrnují některé celosvětově známé vrcholy jako Matterhorn (italsky Cervino), Monte Rosa, Gran Paradiso v západních Alpách a Bernina, Stelvio a Dolomity na východní straně Alp. Nejvyšší horou Evropy se 4 808 m n. m. je Mont Blanc (italsky Monte Bianco), na hranici Itálie s Francií.
S výjimkou části Ligurie leží celá severní Itálie v povodí Jaderského moře (s řekami Pád, Piave, Adige, Brenta, Tagliamento, Reno), přes vody některých pohraničních obcí (Livigno v Lombardii, Innichen a Sexten v Tridentsku) odtékají do Černého moře povodím Dunaje a vody z Lejského jezera v Lombardii odtékají do Severního moře povodím Rýna.

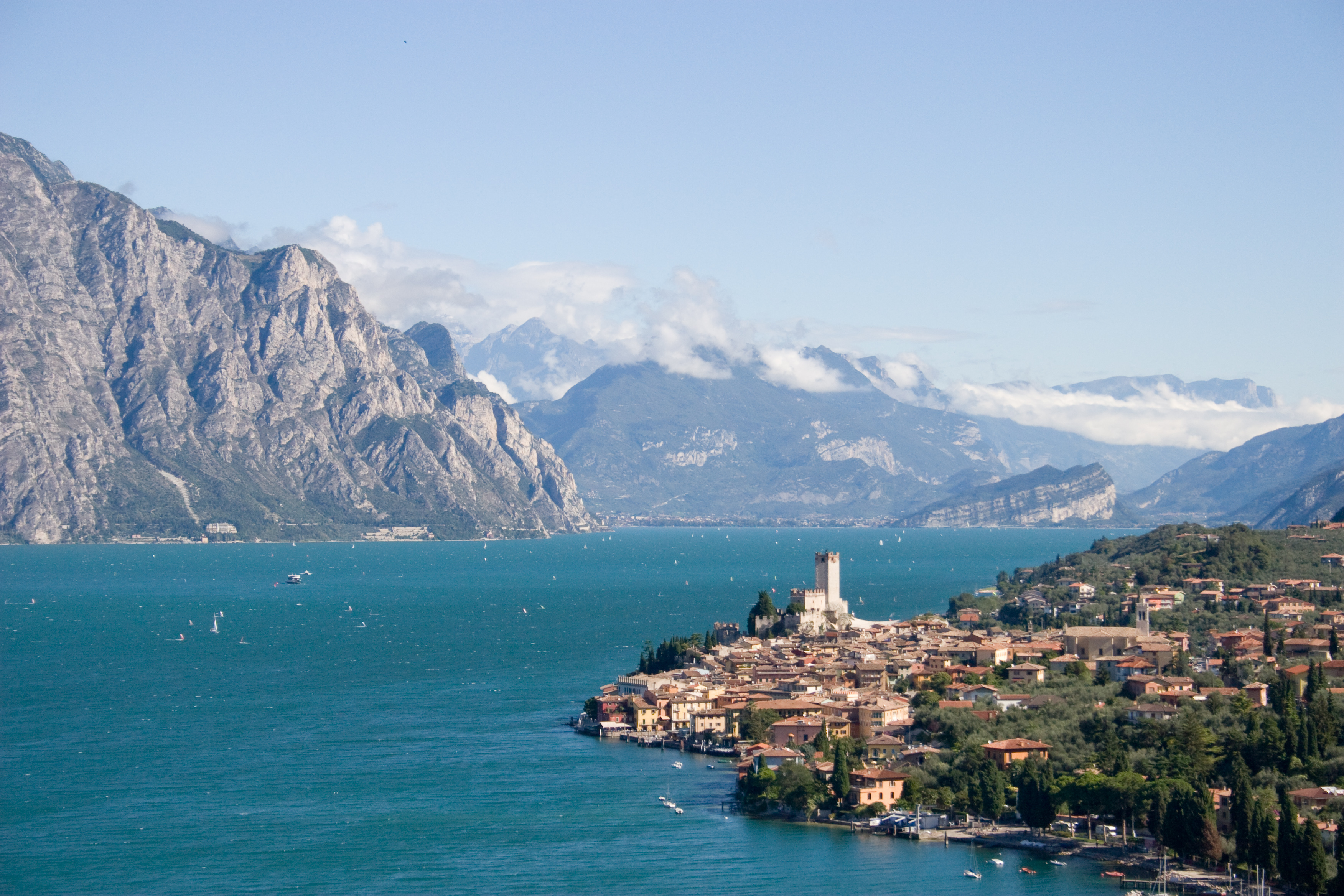
Alpská jezera, jako je jezero Garda, se vyznačují teplejším mikroklimatem než okolní oblasti

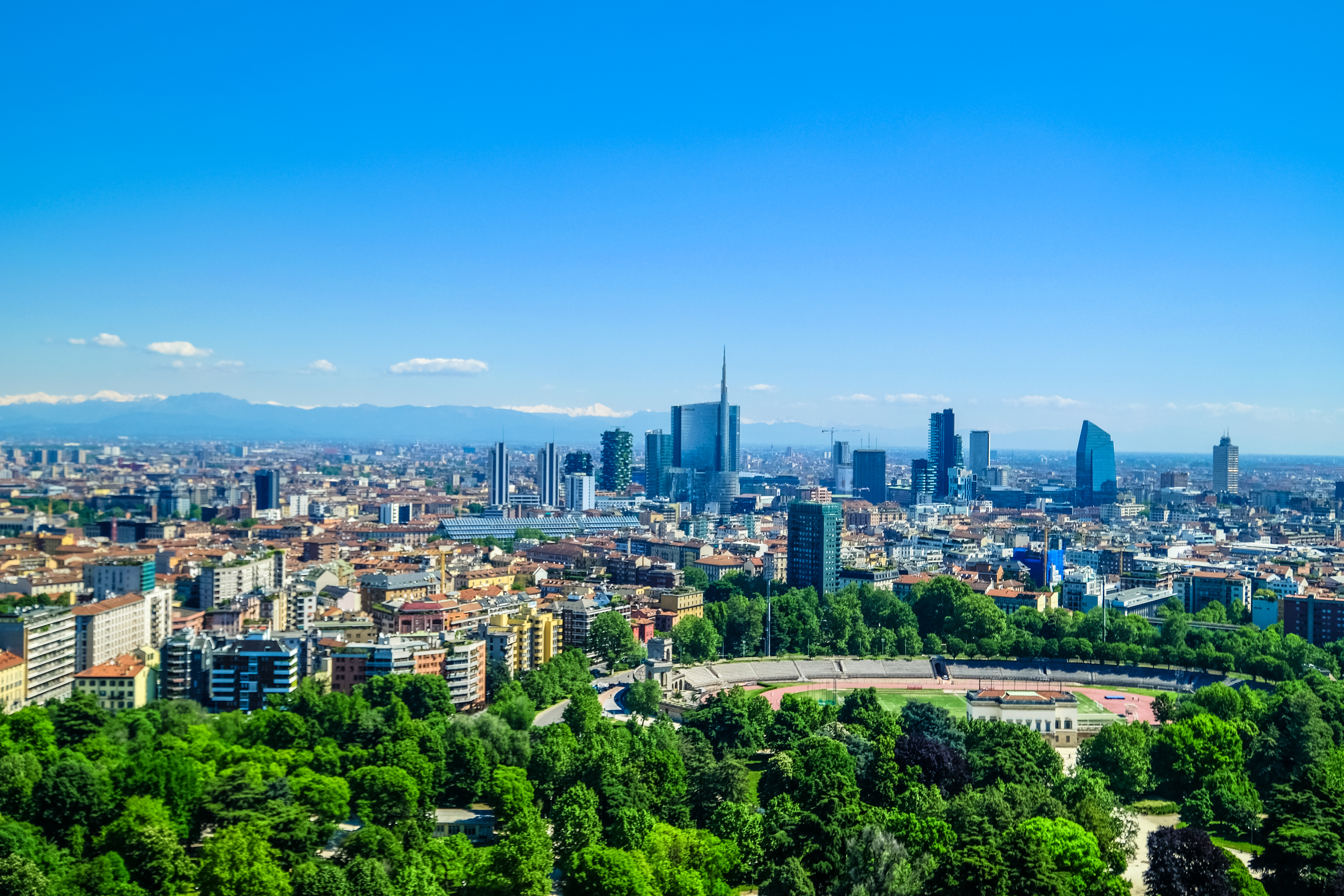
Milán

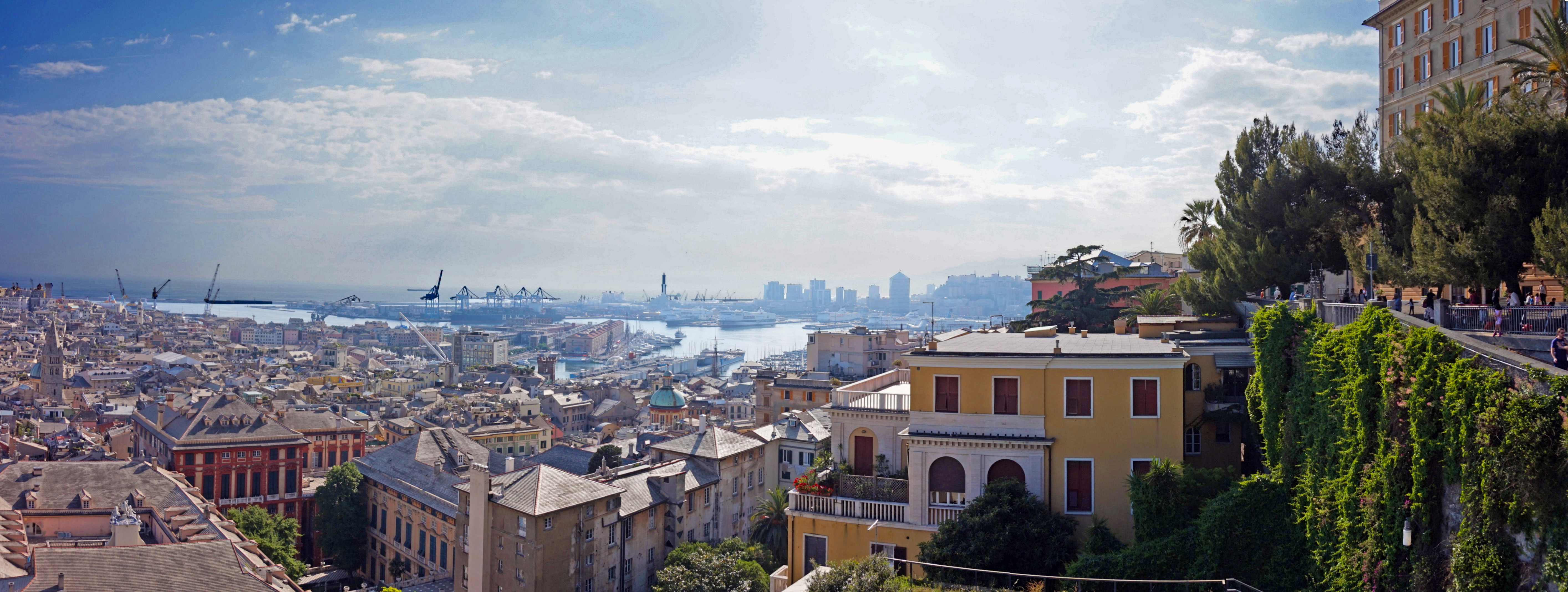
Janov

Na úpatí Alp se nachází řada subalpinských morénových jezer, z nichž největší je Garda. Dalšími dobře známými z těchto jezer jsou Lago Maggiore, jehož nejsevernější část leží na území Švýcarska, dále jezera Como, Orta, Lugano, Iseo a Idro.

## Ekonomika
Severní Itálie je nejrozvinutější a nejproduktivnější oblast celé Itálie s jedním z nejvyšších HDP na obyvatele v Evropě. Byla to první část Itálie, která se na konci 19. století industrializovala. Tzv. průmyslový trojúhelník byl tvořen výrobními centry Milán a Turín a námořním přístavem Janov. Od té doby se průmyslové jádro oblasti posunulo na východ a současný průmyslový trojúhelník již tvoří celé regiony Lombardie, Benátsko a Emilia-Romagna. K podobnému posunu došlo u HDP na hlavu a východní regiony (včetně Lombardie) se od té doby staly bohatšími než Piemont a Ligurie. S nominálním HDP v roce 2008 odhadovaným na 772,7 miliard eur, představovala severní Itálie 54,8 % italské ekonomiky, přestože zde žije jen 45,8 % populace.

## Největší města
Nejlidnatější města (s více než 100 000 obyvateli) k 31. červenci 2021 odhady byla:
| Hodnost | Město         | Počet obyvatel | Kraj                                  |
| ------- | ------------- | -------------- | ------------------------------------- |
| 1       | Milán         | 1,395,484      | Lombardie                             |
| 2       | Turín         | 843,235        | Piemontsko                            |
| 3       | Janov         | 554,277        | Ligurie                               |
| 4       | Bologna       | 394,374        | Emilia-Romagna                        |
| 5       | Verona        | 257 490        | Benátsko                              |
| 6       | Benátky       | 254 505        | Benátsko                              |
| 7       | Padova        | 207 485        | Benátsko                              |
| 8       | Parma         | 196 007        | Emilia-Romagna                        |
| 9       | Terst         | 199,744        | Furlansko-Julské Benátsko             |
| 10      | Brescia       | 196,941        | Lombardie                             |
| 11      | Modena        | 187 595        | Emilia-Romagna                        |
| 12      | Reggio Emilia | 169 010        | Emilia-Romagna                        |
| 13      | Ravenna       | 157 074        | Emilia-Romagna                        |
| 14      | Rimini        | 148 320        | Emilia-Romagna                        |
| 15      | Ferrara       | 131,834        | Emilia-Romagna                        |
| 16      | Monza         | 123 409        | Lombardie                             |
| 17      | Trento        | 120 336        | Tridentsko-Horní Adiže/Jižní Tyrolsko |
| 18      | Bergamo       | 119,663        | Lombardie                             |
| 19      | Forlì         | 117 102        | Emilia-Romagna                        |
| 20      | Vicenza       | 109,239        | Benátsko                              |
| 21      | Bolzano       | 108 010        | Tridentsko-Horní Adiže/Jižní Tyrolsko |
| 22      | Piacenza      | 103,294        | Emilia-Romagna                        |
| 23      | Novara        | 101 792        | Piemontsko                            |